# Boussouma (Centro-Est)
Boussouma è un dipartimento del Burkina Faso classificato come comune, situato della provincia di Boulgou, facente parte della Regione del Centro-Est.
Il dipartimento si compone del capoluogo e di altri 17 villaggi: Bangagou, Batto, Bissiga, Boussouma-Peulh, 	Dango, Dierma, Koumbore, Lengha, Lengha-Peulh, Massougou, Nonka, Ouazi, Saaba, Saminonko, Saregou, Tengsoba e 	Zabga.